# 巴鲁希山阿都拉
巴鲁希山·阿都拉，马来西亚政治人物，国阵巫统籍。曾出任雪兰莪第12届州议会巴生港口议员 。

## 政治生涯
2008年3月8日，巴鲁希山阿都拉于马来西亚第12届全国大选中代表人民公正党胜出，当选为巴生港口州议员。2009年10月29日退出公正党，成为“亲国阵”的独立议员；2010年4月30日正式加入巫统。2013年第13届全国大选时未获国阵指派参选。